# Songhai (taal)

Verspreiding van Songhai-taalfamilie

Songhai is een groep talen of dialecten die worden gesproken in Mali en Niger. Songhai is de belangrijkste taal in de steden Djenné, Timboektoe, Gao en Niamey. De oase Tabelbala in het huidige Algerije is een vooruitgeschoven en geïsoleerde enclave waar ook Songhai wordt gesproken.
Het Songhai is taalkundig raadselachtig, aangezien het geen echte verwanten heeft in de regio. De talengroepen wordt meestal gezien als deel van de Nilo-Saharaanse talen, waarvan het merendeel gesproken wordt ten oosten van het Tsjaadmeer.